# Christine Kaufmann

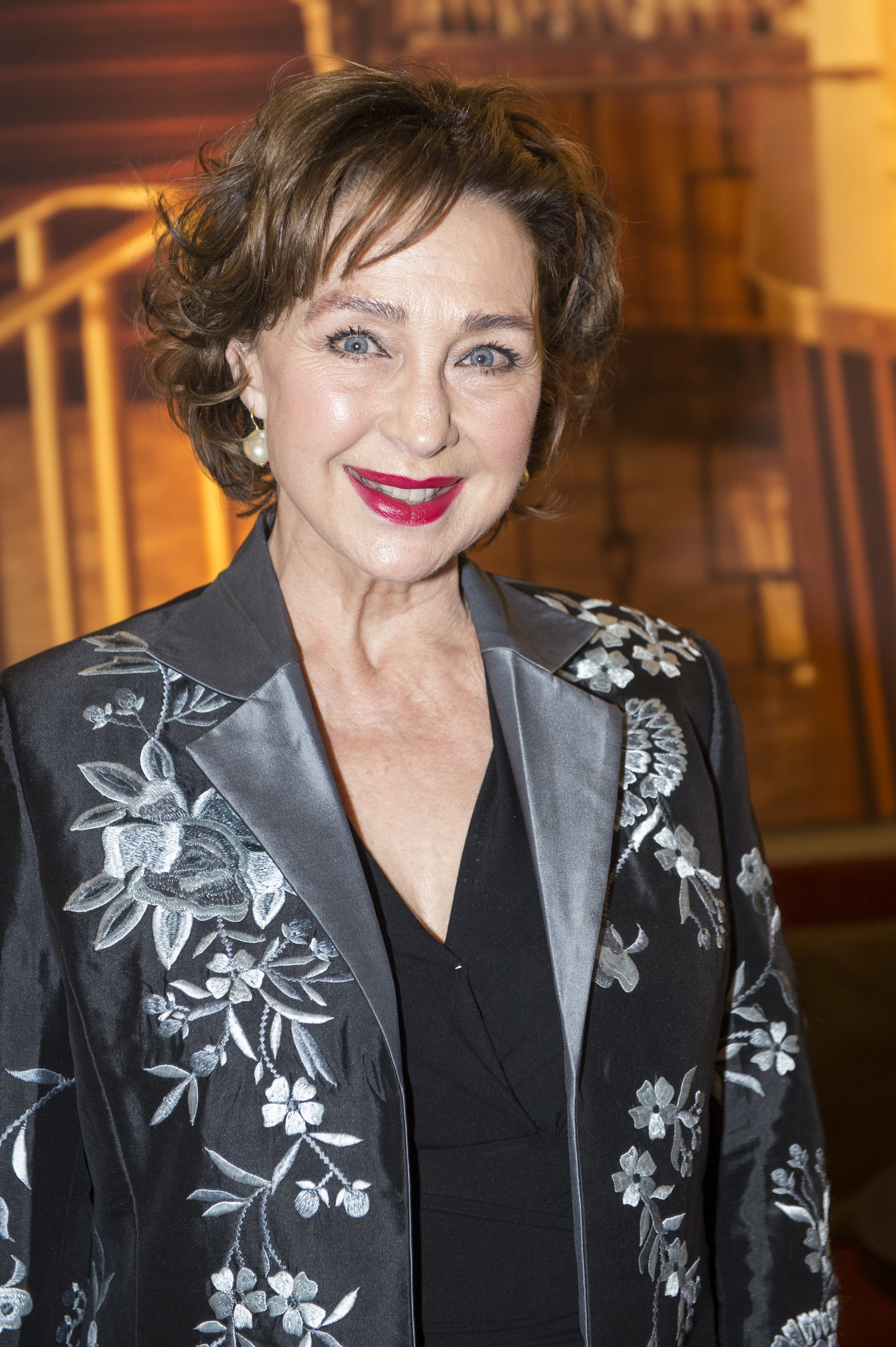
Christine Kaufmann, 2014

Christine Maria Kaufmann (* 11. Jänner 1945 in Lengdorf, Steiermark; † 28. März 2017 in München) war eine deutsch-österreichische Schauspielerin und Autorin.
Ihren Durchbruch hatte sie 1954 als Waisenkind in Harald Reinls Rosen-Resli. International bekannt wurde Kaufmann als 16-jährige Schülerin Karin Steinhof in dem US-amerikanischen Spielfilm Stadt ohne Mitleid, für den sie 1962 den Golden Globe Award als „beste Nachwuchsdarstellerin“ erhielt. Kaufmanns Schauspielkarriere in Theater, Film und Fernsehen erstreckte sich von den 1950er-Jahren bis 2014 und umfasste über 110 Film- und Fernsehproduktionen.

## Leben

### Herkunft und Ausbildung
Christine Kaufmann wurde als Tochter der französischen Maskenbildnerin Geneviève Gavaert und des deutschen Luftwaffenoffiziers Johannes Kaufmann im Jänner 1945 in einem Stall in der Steiermark geboren.
Ihre Mutter war kriegsbedingt umquartiert worden, weshalb Christine Kaufmann in Lengdorf (Gemeinde Mitterberg-St. Martin) zur Welt kam. Sie wuchs in München auf, wo sie schon ab dem Kindesalter Ballettunterricht hatte, unter anderem am Münchner Staatstheater am Gärtnerplatz, anschließend beim Staatsopernballett. Nach eigenen Angaben hat Kaufmann nie eine Schule besucht, sondern in den Drehpausen Unterricht von wechselnden Privatlehrern erhalten. Sie sprach fließend Deutsch, Englisch und Französisch.

### Film und Fernsehen
Im Alter von acht Jahren traf Kaufmann den Regisseur Harald Reinl, der mit ihr Rosen-Resli (1954) drehte, einen der ersten großen westdeutschen Kinoerfolge nach dem Zweiten Weltkrieg. Der Film machte sie zum Kinderstar. In den Heimatfilmen Wenn die Alpenrosen blüh’n (1955), Ein Herz schlägt für Erika (1956) und Die singenden Engel von Tirol übernahm sie weitere Hauptrollen auf der Kinoleinwand und konnte weitere große Erfolge in Deutschland feiern. 1959 zog Kaufmann nach Italien, wo sie unter anderem in Die letzten Tage von Pompeji spielte.
In Gottfried Reinhardts Film Stadt ohne Mitleid aus dem Jahr 1961 erlangte sie an der Seite von Kirk Douglas internationale Bekanntheit und gewann 1962 einen Golden Globe Award als beste Nachwuchsdarstellerin. Ihr Erfolg in Hollywood war nur von kurzer Dauer, die Liebeskomödie Monsieur Cognac mit Tony Curtis und die deutsch-amerikanische Produktion Tunnel 28 erhielten nur mäßige bis schlechte Kritiken.
Kaufmann ging zurück nach Deutschland und drehte den von Rolf von Sydow inszenierten Fernsehfilm Wie ein Blitz, der ein großer Erfolg wurde. Nach mehreren Rollen in Fernsehserien wie Der Kommissar und Derrick begann sie mit dem Regisseur Werner Schroeter zu arbeiten. Es entstanden Der Tod der Maria Malibran (1971), Willow Springs (1973), Goldflocken (1976) und Tag der Idioten (1981). Ebenfalls 1981 entstanden die Filme Lili Marleen und Lola von Rainer Werner Fassbinder. 1982 bewies sie in Monaco Franze – Der ewige Stenz als Mauerblümchen Olga komödiantisches Talent.
Als Bühnenschauspielerin ging Kaufmann gemeinsam mit Udo Kier mit dem Stück Salome auf Tournee. 1987 spielte Kaufmann in der sechsteiligen Mysteryserie Die Insel neben Christian Kohlund die Rolle der Margit.
Von 1999 bis 2012 präsentierte Christine Kaufmann eine eigene Kosmetik- und Wellness-Produktreihe beim Teleshoppingsender HSE24. 2011 nahm Kaufmann an der ORF-Show Dancing Stars teil, schied jedoch bereits in der zweiten Folge der Reihe aus.
Im Jahr 2007 war Kaufmann in Aschenputtel – Für eine Handvoll Tauben, einer Episode aus der ProSieben-Märchenstunde, in einer komödiantischen Rolle als böse Tante Hortensie zu sehen. Im August 2011 drehte sie in Bulgarien den Film Tom Sawyer & Huckleberry Finn, in dem sie neben Joel Courtney und Jake T. Austin die Rolle der Tante Polly übernahm.
In den Jahren 1974, 1981 und 1999 posierte Kaufmann für die Erotikzeitschrift Playboy. Zuletzt wurde sie als „schönste Großmutter Deutschlands“ betitelt.

### Autorentätigkeit
1985 erschien Kaufmanns erstes Buch, Körperharmonie, Schönheit und Gesundheit als Spiegelbild bewusster Lebensgestaltung. 2005 brachte sie ihre Autobiografie Christine Kaufmann und ich: Mein Doppelleben heraus. Bis 2017 veröffentlichte sie über 30 Werke, u. a. zu den Themen Schönheitsoperation, Frauenrechte, Sexualität des Menschen, Esoterik, Kosmetik und über den Buddhismus (Zen-Meister).

### Privates und Tod

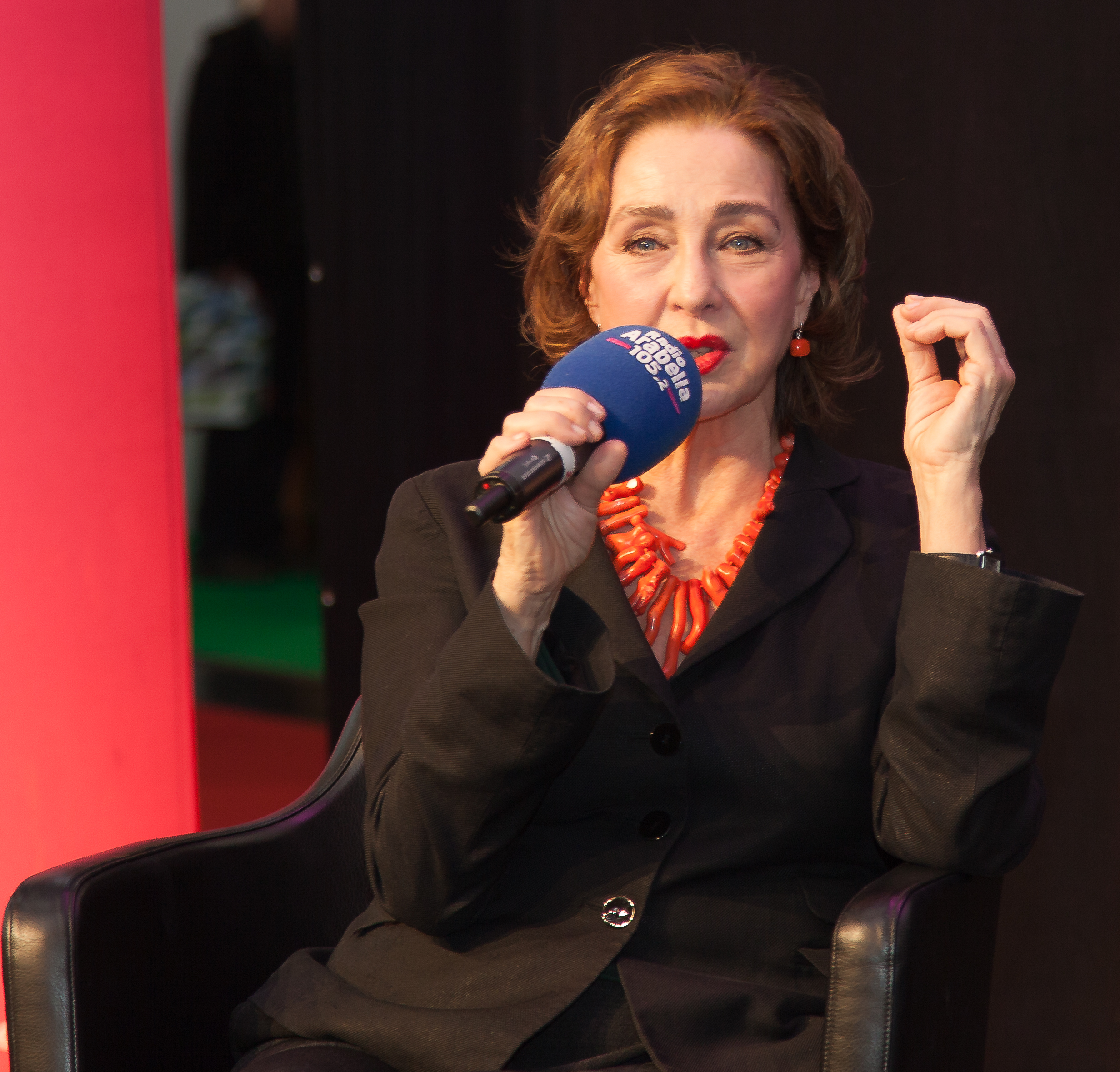
Christine Kaufmann, 2014

Christine Kaufmann lernte 1961 während der Dreharbeiten zu J. Lee Thompsons Abenteuerfilm Taras Bulba in Argentinien Tony Curtis kennen, der sich daraufhin von seiner Ehefrau Janet Leigh trennte. 1963 heirateten Kaufmann und Curtis. 1968 wurde die Ehe mit Tony Curtis geschieden. Der Ehe entstammen die Töchter Alexandra (* 1964) und Allegra (* 1966).
Nach ihrer Ehe mit Curtis war sie noch dreimal verheiratet, mit dem Fernsehregisseur Achim Lenz (1974–1976), dem Musiker und Schauspieler Reno Eckstein (1979–1982) und dem Zeichner Klaus Zey (1997–2011, Trennung 2010).
Kaufmann starb am 28. März 2017 im Alter von 72 Jahren in einem Münchener Krankenhaus an den Folgen einer Leukämie-Erkrankung. Der von Alt-Abt Odilo Lechner geleitete Trauergottesdienst fand am 30. März im engsten Familienkreis in der Abtei St. Bonifaz in München statt. Am 16. Juni 2017 wurde ihre Urne in Vernon bei Paris neben den sterblichen Überresten ihrer Mutter, ihrer Groß- und Urgroßmutter beigesetzt.

## Filmografie

### Kino
- 1952: Im weißen Rößl
- 1953: Staatsanwältin Corda
- 1953: Salto Mortale
- 1953: Der Klosterjäger
- 1954: Rosen-Resli
- 1954: Der schweigende Engel
- 1955: Wenn die Alpenrosen blüh’n
- 1956: Ein Herz schlägt für Erika
- 1956: Die Stimme der Sehnsucht
- 1957: Und so was will erwachsen sein (Die Winzerin von Langenlois)
- 1957: Witwer mit fünf Töchtern
- 1958: Mädchen in Uniform
- 1958: Die singenden Engel von Tirol
- 1958: Der veruntreute Himmel
- 1959: Alle lieben Peter
- 1959: Junge Leute von heute (Primo amore)
- 1959: Vacanze d’inverno
- 1959: Die letzten Tage von Pompeji (Gli ultimi giorni di Pompei)
- 1960: Der letzte Fußgänger
- 1960: Rote Lippen – schlanke Beine (Labbra rosse)
- 1960: Ein Thron für Christine (Un trono para Cristy)
- 1960: Totò, Fabrizi und die Jugend von heute (Totò, Fabrizi e i giovani d’oggi)
- 1961: Konstantin der Große (Costantino il grande)
- 1961: Sie nannten ihn Rocca (Un nommé La Rocca)
- 1961: Stadt ohne Mitleid (Town Without Pity)
- 1961: Toller Hecht auf krummer Tour
- 1961: Via Mala
- 1962: Degenduell (Lo spadaccino di Siena)
- 1962: 90 Minuten nach Mitternacht
- 1962: Taras Bulba
- 1962: Tunnel 28
- 1964: Monsieur Cognac (Wild And Wonderful)
- 1969: Liebesvögel (Lovebirds)
- 1971: Mord in der Rue Morgue (Murders in the Rue Morgue)
- 1972: Der Tod der Maria Malibran
- 1973: Willow Springs
- 1974: Zum Abschied Chrysanthemen
- 1976: Auf Biegen oder Brechen
- 1976: Ab morgen sind wir reich und ehrlich
- 1976: Goldflocken
- 1978: Orgie des Todes (Enigma rosso)
- 1981: Egon Schiele – Exzesse
- 1981: Lili Marleen
- 1981: Lola
- 1981: Tag der Idioten
- 1983: Die wilden Fünfziger
- 1983: Die Schaukel
- 1983: Pankow '95
- 1987: Out of Rosenheim
- 1989: Der Geschichtenerzähler
- 1989: Es ist nicht leicht, ein Gott zu sein
- 1998: Caipiranha – Vorsicht Bissiger Nachbar
- 1998: Die Schläfer
- 2002: Haider lebt – 1. April 2021
- 2011: Fahr zur Hölle
- 2014: Tom Sawyer & Huckleberry Finn

### Fernsehen

#### Fernsehfilme
- 1970: Das Bastardzeichen
- 1970: Wie ein Blitz (Dreiteiler)
- 1971: Gestrickte Spuren (Zweiteiler)
- 1973: Chaplins Hut
- 1973: Immobilien
- 1973: Welt am Draht
- 1975: Lockruf des Goldes (Vierteiler, Teil 4: Vierauge)
- 1976: Ein Tag wie jeder andere mit den Erdnüssen
- 1977: Die Jüdin von Toledo
- 1979: Der Graf von Monte Christo
- 1982: Die Ausgesperrten
- 1993: Das Double
- 1995: Weihnachten mit Willy Wuff – Eine Mama für Lieschen
- 1998: Höllische Nachbarn
- 2003: Club der Träume – Türkei, Marmaris
- 2008: Liebesticket nach Hause
- 2013: Stille

#### Fernsehserien und -reihen
- 1972: Der Kommissar (Folge Traum eines Wahnsinnigen)
- 1974: Die Fälle des Herrn Konstantin (Folge Der gußeiserne Buddha/Bankdirektor Alba)
- 1977: Derrick (Folge Hals in der Schlinge)
- 1979: Der ganz normale Wahnsinn (3 Folgen)
- 1981: Die Laurents (7 Folgen)
- 1982: Monaco Franze – Der ewige Stenz (10 Folgen)
- 1987: Die Insel (6 Folgen)
- 1989–1989: Harald und Eddi (16 Folgen)
- 1990–1991: Wenn das die Nachbarn wüßten (8 Folgen)
- 1993: Glückliche Reise – Ibiza
- 1993: Liebe ist Privatsache (15 Folgen)
- 1995: Stubbe – Von Fall zu Fall: Stubbe sieht rot
- 1996: Ein flotter Dreier (Folge Nur für eine Nacht)
- 1996: Balko (Folge Ein Toter zuwenig)
- 1998: A.S. – Gefahr ist sein Geschäft (Folge Das Tier)
- 1998: Für alle Fälle Stefanie (Folge Goldene Regeln)
- 1999: Einsatz Hamburg Süd (Folge Trau keinem!)
- 2000: SOKO München (Folge Das Rendezvous)
- 2007: Die ProSieben-Märchenstunde (Folge Aschenputtel – Für eine Handvoll Tauben)
- 2008: Im Namen des Gesetzes (Folge Dunkle Ahnung)
- 2013: Heiter bis tödlich: Fuchs und Gans (Folge Eierdiebe)
- 2013: Tiere bis unters Dach (Folge Die Millionenkatze)

## Bibliografie
- 1985: Körperharmonie, Schönheit und Gesundheit als Spiegelbild bewusster Lebensgestaltung. Droemer Knaur, München 1985, ISBN 3-426-26178-2.
- 1989: Normal müßte man sein. Autobiographie, Langen Müller, München 1989, ISBN 3-7844-2262-4.
- 1990: Lebenslust – Die Pflege der erwachsenen Schönheit. Ullstein, Berlin / Frankfurt am Main 1990, ISBN 3-550-06444-6.
- 1992: Frauenblicke, Ernstheiteres aus dem Alltag. (= Ullstein, Nr. 34877: Ullstein-Sachbuch), Ullstein, Frankfurt am Main / Berlin 1992, ISBN 3-548-34877-7.
- 1995: Liebesgefecht – Erotische Geschichten mit 5 Zeichnungen von Henri Matisse, Langen-Müller, München 1993, ISBN 3-7844-2435-X.
- 1997: Meine Schönheitsgeheimnisse, Körper und Seele im Einklang. Mit Zeichnungen von Klaus Zey, Fotos: Jacques Schumacher …, Weltbild, Augsburg 1997, ISBN 3-89604-210-6.
- 1998: Zeitlos schön. Make-up & Styling für die Frau ab 40. Aufnahmen von Inge Prader, Illustrationen von Klaus Zey, Redaktion Annegret Dieter-Steinherr, Das Beste, Stuttgart 1998, ISBN 3-87070-773-9.
- 2000: Wellness care, der sinnliche Weg zu mehr Wohlbefinden. Schröder, München 2000, ISBN 3-547-75275-2.
- 2001: Der Himmel über Tanger, die sinnlichen Geheimnisse der Frauen in Marokko. Marion von Schröder, München, ISBN 3-547-75273-6.
- 2002: Beauty guide, die Kunst der natürlichen Verjüngung. Marion von Schröder, München, ISBN 3-547-75275-2.
- 2005: Christine Kaufmann und ich, mein Doppelleben. Lübbe, Bergisch Gladbach, ISBN 978-3-7857-2203-9.
- 2006: Liebestöter auf vier Pfoten. Illustriert von Claus Joachim Zey, Ehrenwirth, Bergisch Gladbach 2006, ISBN 978-3-431-03689-3.
- 2007: Verführung zur Lebenslust – Zen und Sinnlichkeit. Kösel, München, ISBN 978-3-466-30742-5.
- 2010: In Schönheit altern – Eros, Weisheit und Humor. Amalthea, Wien, ISBN 978-3-85002-709-0.
- 2013: Scheinweltfieber. Langen Müller, München, ISBN 978-3-7844-3288-5.
- 2014: Lebenslust – So kann ich mich jederzeit neu erfinden! Nymphenburger, München, ISBN 978-3-485-02800-4.
- 2017: Liebesgeschichten: Anekdoten aus dem 20. Jahrhundert. Verlag Attenkoffer, Straubing, ISBN 978-3-942742-83-2.

## Auszeichnungen
- 1961: Golden Globe Award für Stadt ohne Mitleid in der Kategorie „beste Nachwuchsdarstellerin“
- 1962: Silberner Bravo Otto